# Karl Schmidt (ügyvéd)
Karl Schmidt, magyar forrásokban Schmidt Károly (Brassó, 1866. június 19. – Brassó, 1917. április 9.) erdélyi szász jogi doktor, ügyvéd, országgyűlési képviselő.

## Életútja
1884-ben érettségi vizsgát tett Brassóban. Münchenben a műegyetemet látogatta. Még 1885-ben hajlamainak engedve áttért a jogi pályára és a budapesti egyetemen végezte a jogot és ugyanott 1892-ben jogi doktorrá avatták fel. 1893-ben Marosvásárhelyen letette az ügyvédi vizsgát és Brassóban azonnal ügyvédi irodát nyitott. Szülővárosában először társadalmilag lépett előtérbe, mint több egylet választmányi tagja és titkára. 1895 végeig a közös hadsereg tartalékos hadnagya volt, ezután tartalékos honvédhadnagy. Midőn a mérsékelt szászok 1895 kezdetén a túlzó Kronstädter Zeitung ellensúlyozásául a Kronstädter Tagblattot alapították, ő lett az utóbbinak felelős szerkesztője. 1895-ben a vidombáki (Brassó megye) kerület szabadelvű programmal választotta képviselőjévé. 1897-ben a helynevekről szóló törvény miatt kilépett a Szabadelvű Pártból, melynek azonban 1903. novembertől fogva ismét tagja volt a párt feloszlatásáig. Az 1906. évi választások után belépett az alkotmánypártba.
Országgyűlési beszédei a Naplókban vannak.